# Janes Fighting Ships

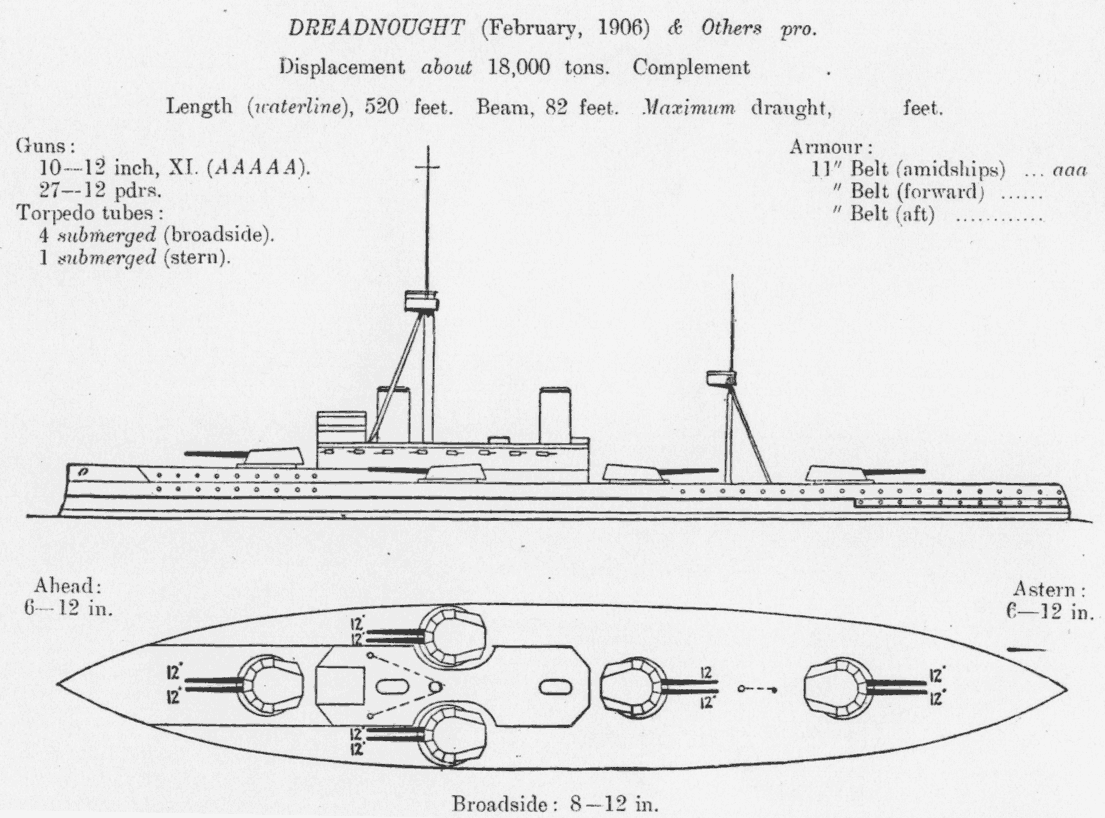
Die Beschreibung der HMS Dreadnought aus der Ausgabe 1906–07

Janes Fighting Ships (früher Jane’s Fighting Ships) ist ein jährlich erscheinendes Nachschlagewerk, das auch online, auf CD-ROM und Mikrofilm veröffentlicht wird. Es enthält nach Ländern sortierte Informationen über alle Kriegsschiffe der Welt, dazu gehört der Schiffsname, die Abmessungen und Bewaffnung, eine Schattenrissansicht, Photographien usw. 
Das Nachschlagewerk wurde ursprünglich von dem auch als Fred T. bekannten John F. T. Jane im Jahre 1897 als Jane’s All the World’s Fighting Ships herausgegeben. Der Erfolg dieses Buches ließ eine ganze Reihe von militärischen Nachschlagewerken unter dem Namen Jane’s entstehen. Es gehört zur Jane’s Information Group, die sich heute im Eigentum der IHS.inc (Information Handling Services) befindet, nachdem sie zuvor zur Woodbridge Company gehörte.